# Hymenophyllum malingii
Espèce
Hymenophyllum malingii est une fougère de la famille des Hyménophyllacées endémique de Nouvelle-Zélande.

## Description
Cette espèce a les caractéristiques suivantes :
- son rhizome est long et filiforme ;
- la couleur générale de la plante est vert-grisâtre virant à la couleur rouille pour certaines frondes ;
- les frondes, de moins de 20-30 centimètres de long sur moins de 5 de large, comportent un limbe profondément divisé deux à trois fois ;
- le pétiole, de trois à dix centimètres, atteint presque la moitié de la longueur du limbe ;
- le limbe réduit aux seules nervures porte une pilosité très abondante, caractéristique du sous-genre Sphaerocionium ; la réduction du limbe aux seules nervures est toutefois une particularité dans ce genre et est la caractéristique de cette espèce ;
- les poils sont divisés aux deux tiers de leur longueur, en six à dix segments de poils, orthogonaux à la partie inférieure ;
- les segments de la partie supérieure du limbe sont presque tubulaires ;
- Les sores, solitaires, sont portés par l'extrémité d'un segment ;
- une columelle, de la taille du sore, porte les grappes denses de sporanges, et entièrement recouvertes par l'indusie.

Cette espèce compte, comme le sous-genre, un nombre de base de 36 chromosomes.

## Historique et position taxonomique
Les différentes positions dans la famille des Hymenophyllacées illustrent les difficultés de classement de cette espèce.
Cette fougère a été collectée en Nouvelle-Zélande par Christopher Louis Maling (1841 - 1916). William Jackson Hooker en produit la description en 1862 et la lui dédie. Il la classe dans le genre Trichomanes. Ce classement s'explique mal : la forme de l'indusie (à deux lèvres) aurait dû la faire classer naturellement dans le genre Hymenophyllum.
En 1864, Georg Heinrich Mettenius la reclasse dans le genre Hymenophyllum.
Edwin Bingham Copeland la reclasse d'abord en 1937 dans un sous-genre du genre Hymenophyllum : Hymenophyllum subgen. Apteropteris puis, en 1938, dans le genre Apteropteris.
En 1968, Conrad Vernon Morton la place dans le genre Hymenophyllum, sous-genre Sphaerocionium, section Apteropteris
En 1982, Kunio Iwatsuki la transfère dans le genre Sphaerocionium.
Enfin, en 2006, Atsushi Ebihara et Kunio Iwatsuki, dans leur travail de révision des Hymenophyllacées, la maintiennent dans le genre Hymenophyllum, et la placent dans le sous-genre Sphaerocionium.
Il en résulte donc les synonymes suivants :
- Apteropteris malingii (Hook.) Copel.
- Sphaerocionium malingii (Hook.) K.Iwats.
- Trichomanes malingii Hook..

## Distribution
Cette fougère, plutôt épiphyte de troncs d'arbres, en particulier d'arbres morts, formant des colonies denses à clairsemées, aux frondes pendantes, est présente uniquement en Nouvelle-Zélande, dans les îles du Nord et du Sud.